# Национальный археологический музей Марке
Национальный археологический музей Марке (итал. Museo archeologico nazionale delle Marche) — археологический музей, расположенный в столице области Марке Анконе (Италия). Находится в палаццо Феретти.

## История
План создания местной археологической коллекции в Анконе появился в 1860 году. Основателями музея были граф Карло Ринальдини (1824—1866), учёный по эпиграфике и секретарь Комиссии, и Каризио Чаварини (1837—1905) из города Пезаро, учитель итальянской литературы в гимназии. Оба были убеждёнными патриотами, сторонниками Рисорджименто. Создание музея, который «разместил бы любые памятники с доисторической эпохи и далее, обнаруженные в этой местности», как посал Чиаварини, было напрямую обусловлено его конкретным академическим интересом, а также его желанием спасти археологические сокровища региона Марке от натиска антикварного рынка, который был очень активен в то время. Позже коллекция музея пополнялась в ходе раскопок, проводимых по региону. В 1906 году коллекция стала «королевской» и получила название Национальный музей Анконы.
9 октября 1927 года музей был открыт королём Виктором Эммануилом III. Во время Второй мировой войны здание было повреждено в результате бомбардировок. Лишь в 1958 году музей был вновь открыт в новом здании дворца Феретти XVI века. После разрушительного землетрясения 1972 года здание было повреждено. В 1988 году музей был вновь открыт после восстановления. В 1990-х годах были открыты секции доисторического периода и бронзового века, а в 2010 и 2015 годах для публики вновь открылись секции эллинизма и древнеримского периода, посвященные Анконе.

## Коллекция музея

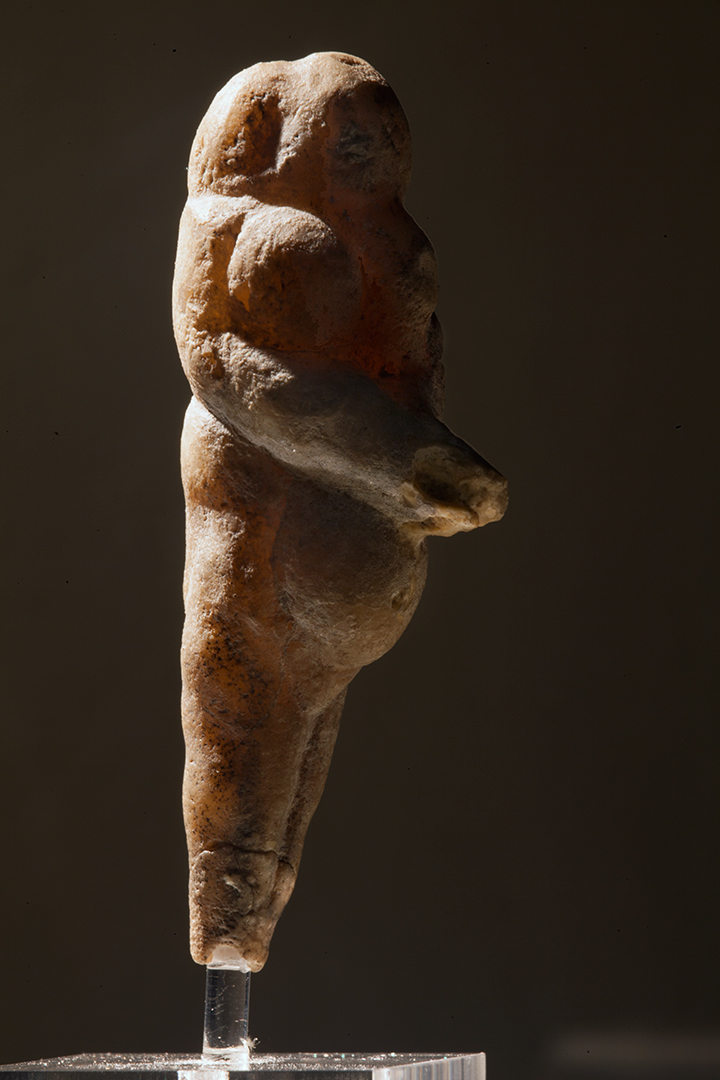
Венера Фрассази (25-28 тыс. лет)

На первом этаже размещены находки из античного периода и поздней античности, когда пицены построили города, а свидетельства погребальных предметов указывают на постоянные контакты с греческим миром, Великой Грецией и этрусками. Здесь представлены экспонаты из некрополя Нумана-Сироло с его изысканной аттической керамикой и драгоценными этрусскими сосудами из бронзы. Далее в музее выставлено множество находок из Санта-Паолина-ди-Филоттрано, Сан-Филиппо-ди-Озимо и Монтефортино-ди-Арчевиа, включая драгоценные золотые украшения и кельтское оружие.
Древнеримский раздел включает фриз и фронтон храма Чивитальба, а также находки из некрополя и поселения Анкона (IV в. до н. э. — VIII в. н. э.), которое было оживлённым торговым центром с многообразием предметов, импортировавшихся со всего Средиземноморья.
На антресольном уровне второго этажа находится жемчужина музейной коллекции статуэтка Венера Фрассази, возраст которой оценивается в 25-28 тысяч лет. Здесь же находятся палеолитические экспонаты с горы Конеро, возрастом около 300 тыс. лет, экспонаты неолитического поселения Рипабьянка-ди-Монтерадо (VI тысячелетие до н. э.), энеолитического поселения Конелле-ди-Арчевиа (III тысячелетие до н. э.), двадцать пять бронзовых кинжалов из хранилища Рипатрансоне (примерно 1800—1600 гг. до н. э.), апеннинская и субапеннинская керамика из гротов ущелья Фрассази (1500—1200 гг. до н. э.) и протовиллановский кремационный некрополь из Пьянелло-ди-Дженга (1200—1000 гг. до н. э.). На третьем этаже находится протоисторическая секция, где находятся находки, относящиеся к поселениям пиценов в период от протовиллановской эпохи до архаической эпохи, виллановский некрополь Фермо (VIII в. до н. э.) и подборка важнейших погребальных объектов пиценов от княжеского ориентализирующего периода до архаической эпохи (конец VIII — начало VI в. до н. э.). В период ориентализации цивилизация пиценов переняла восточные социальные и культурные модели, отчасти из-за влияния этрусского мира.

## Галерея

Экспонаты музея Марке
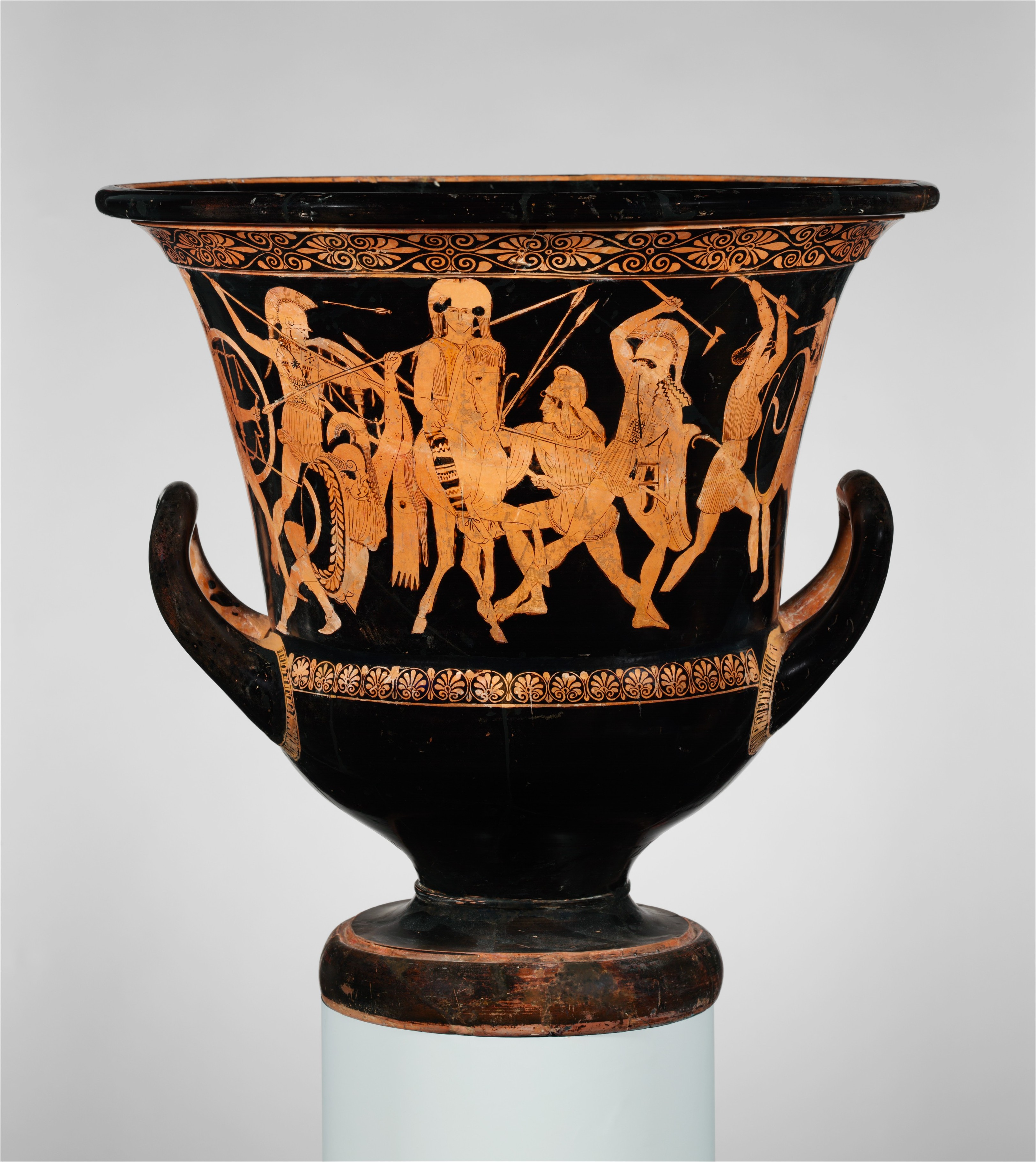
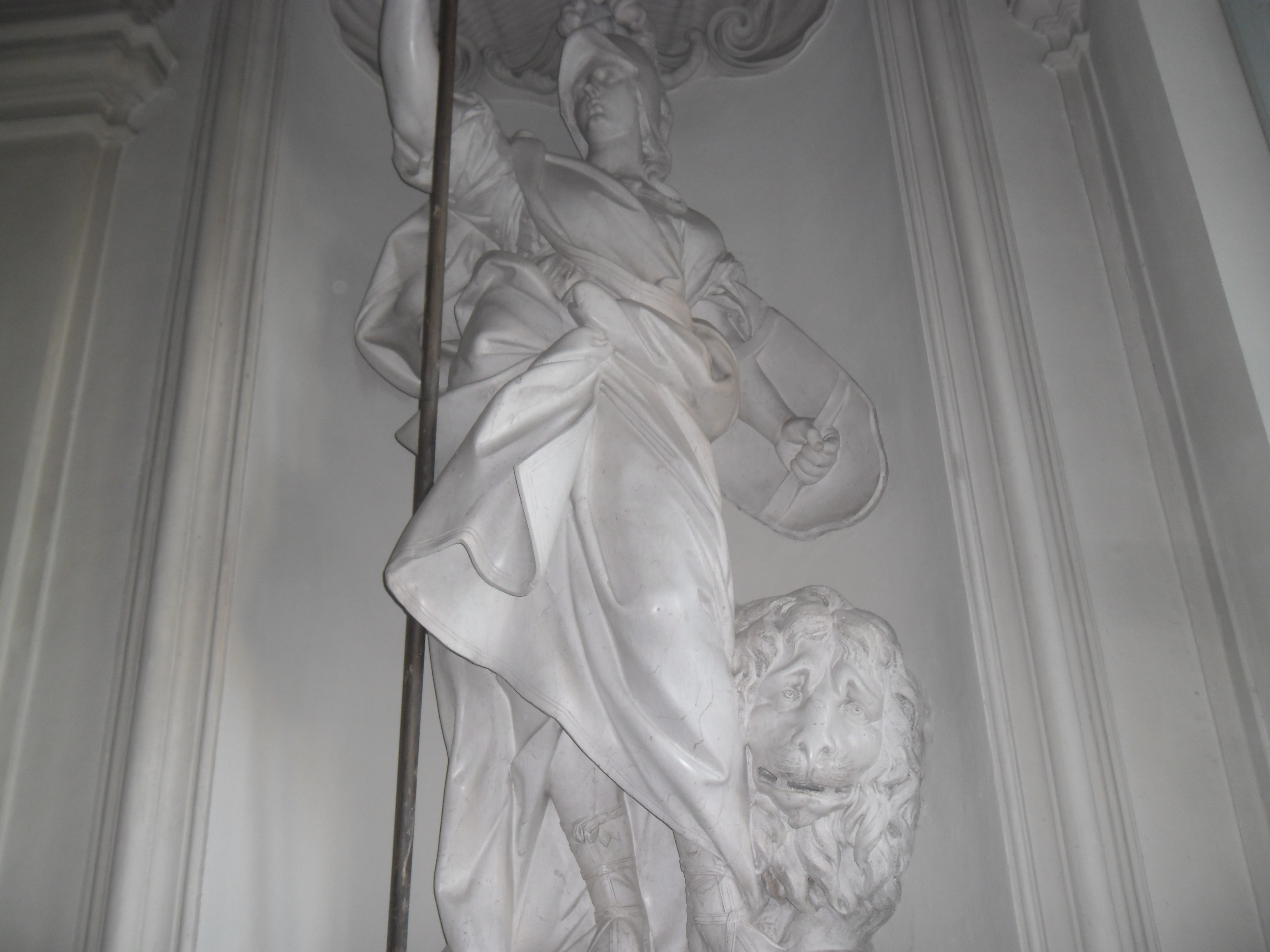
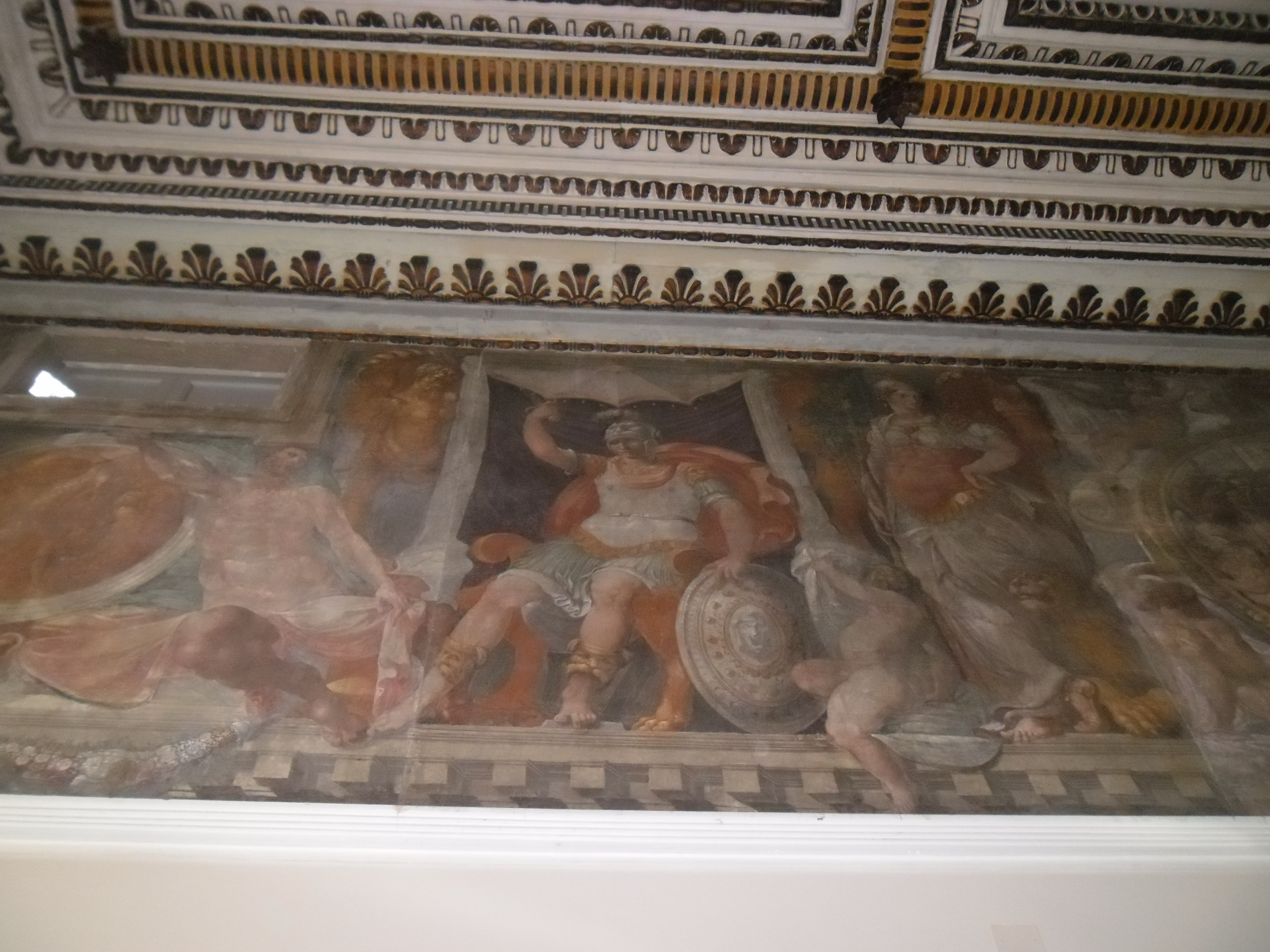
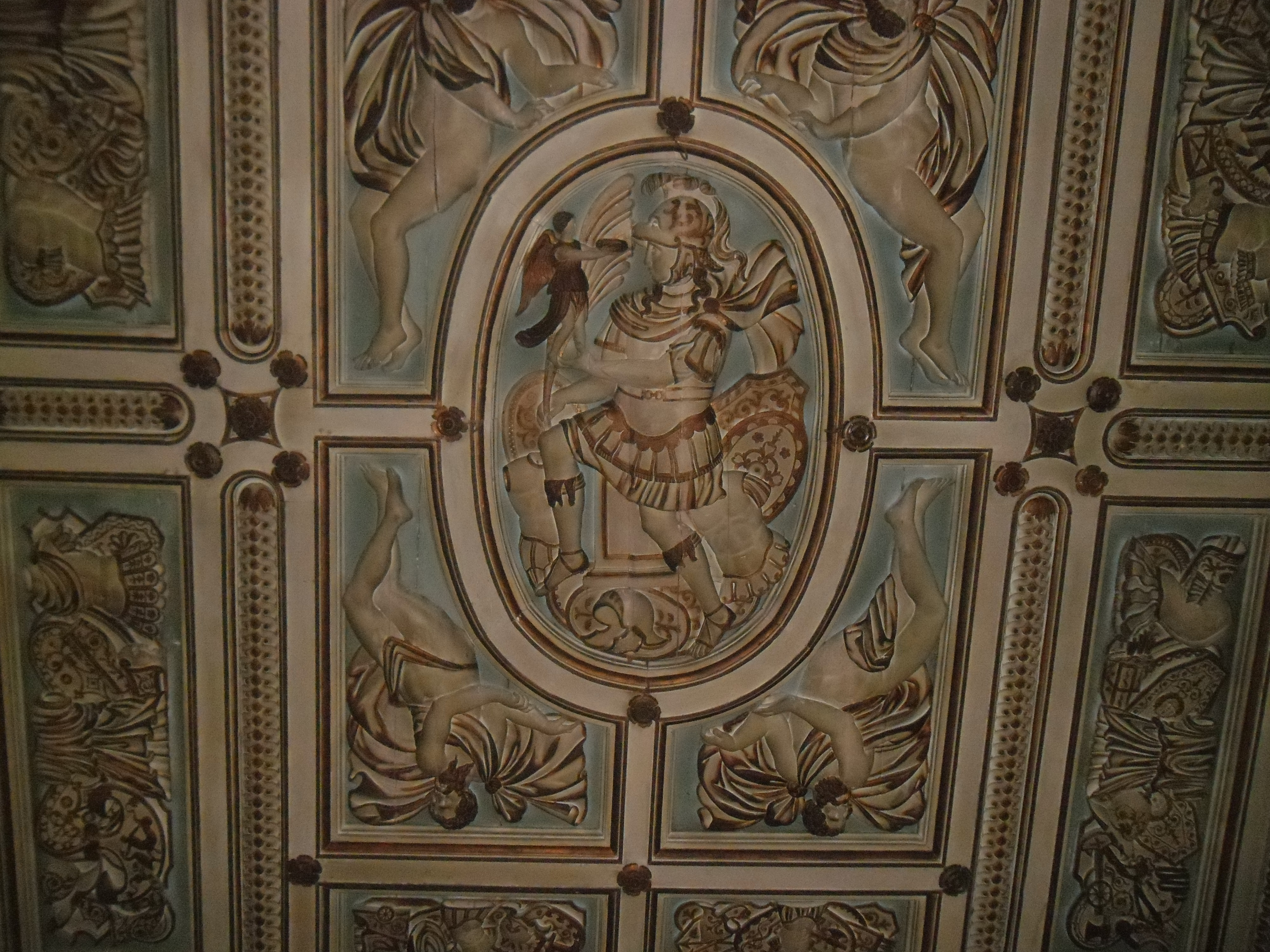
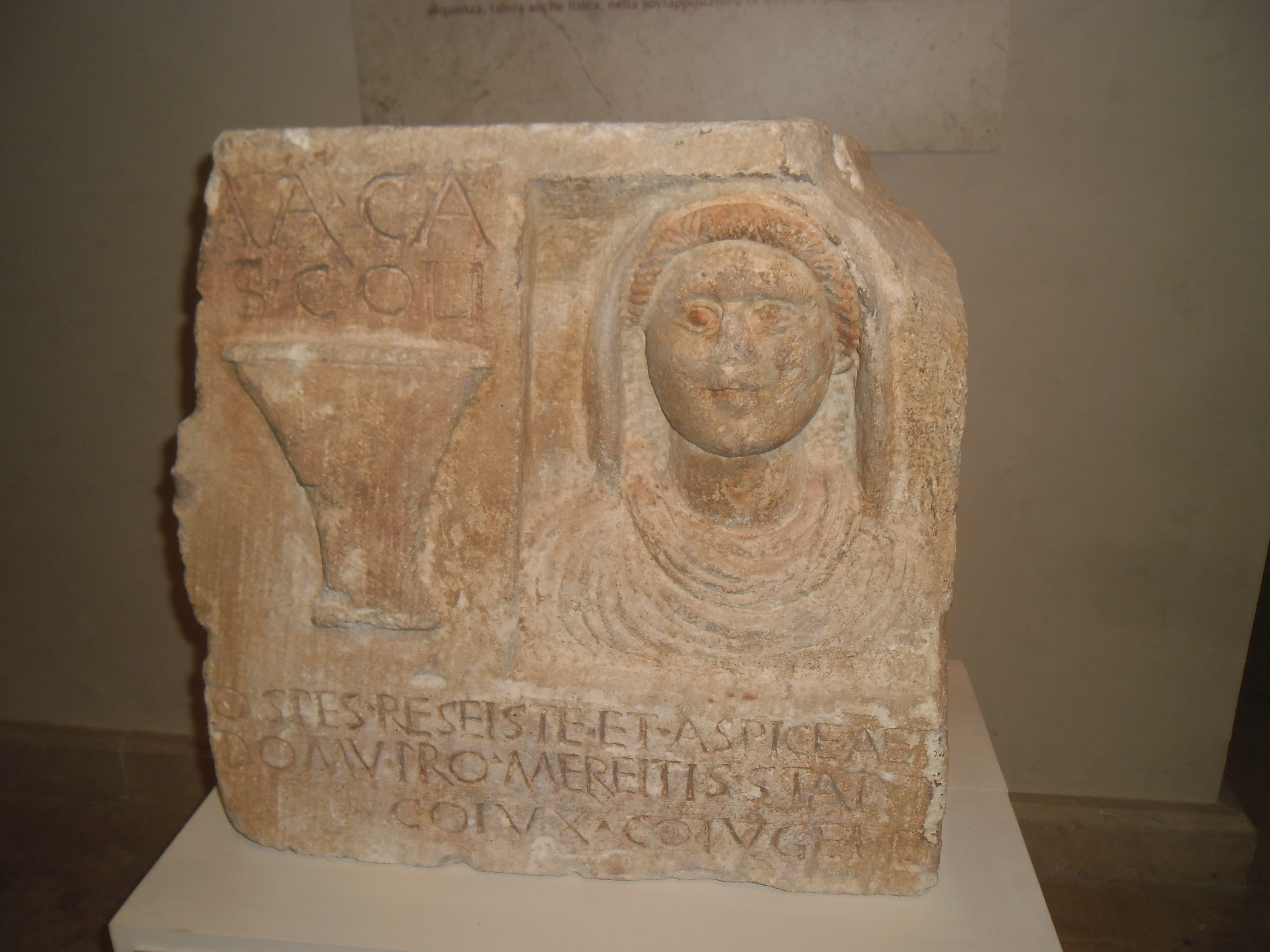
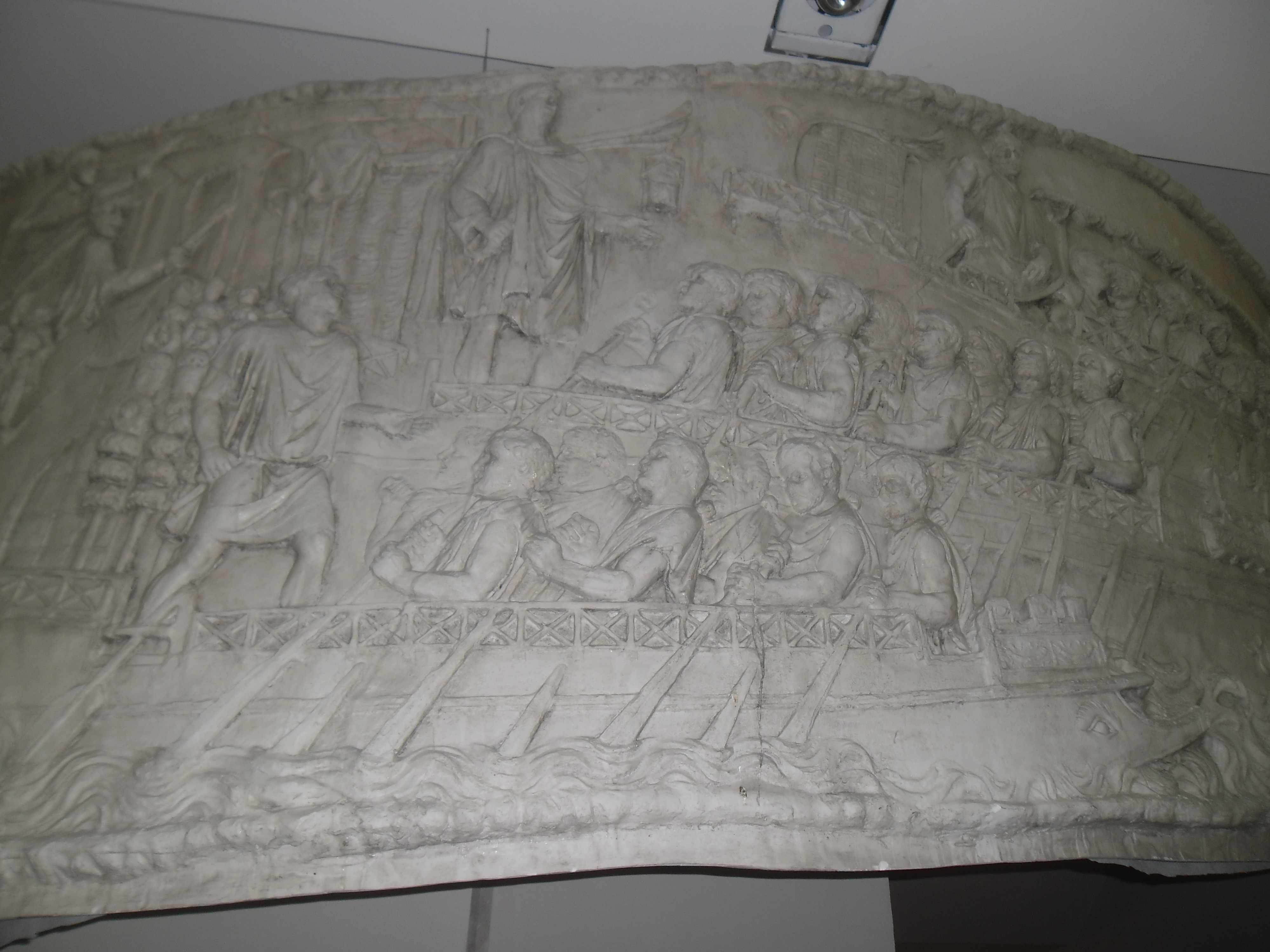
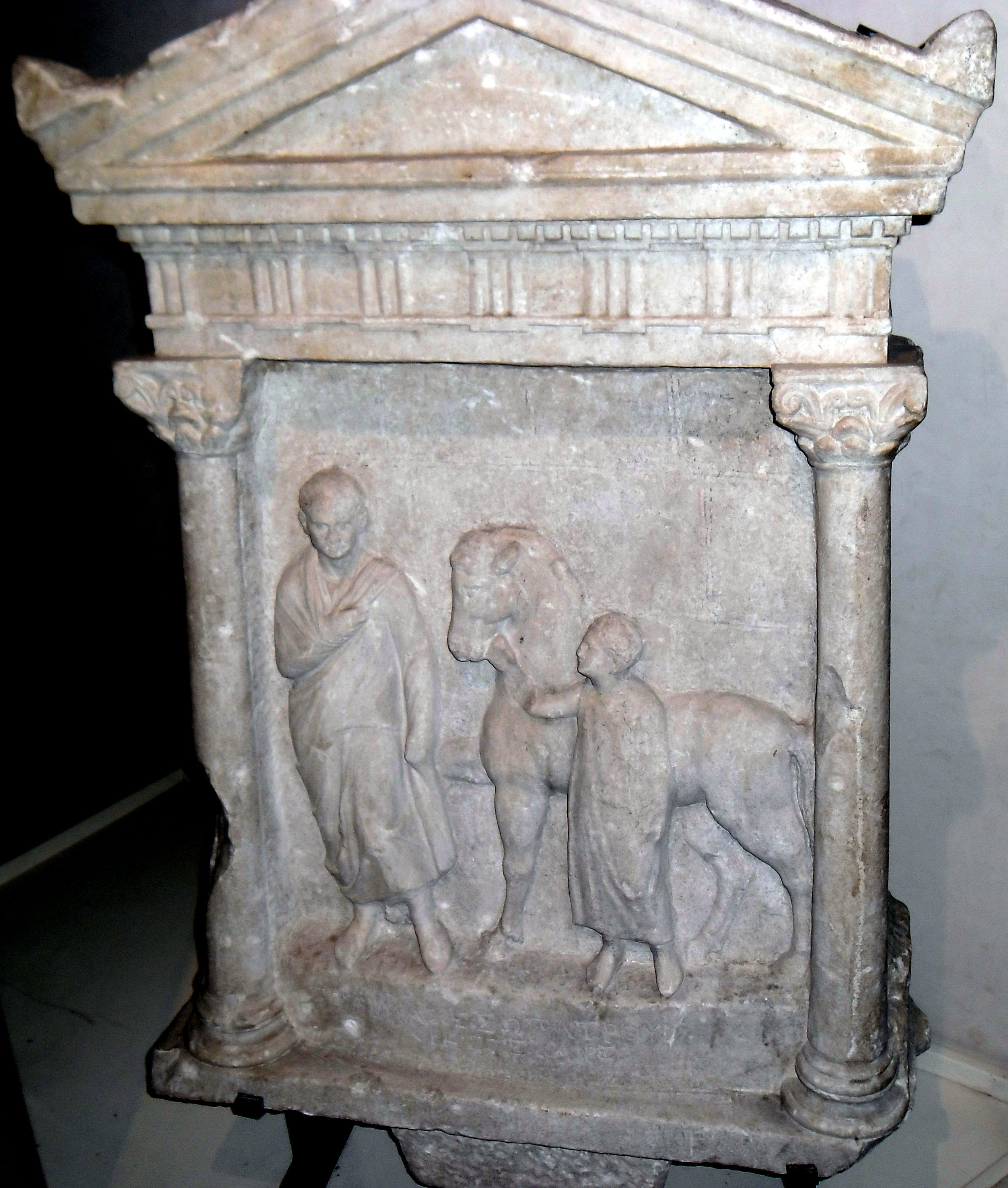
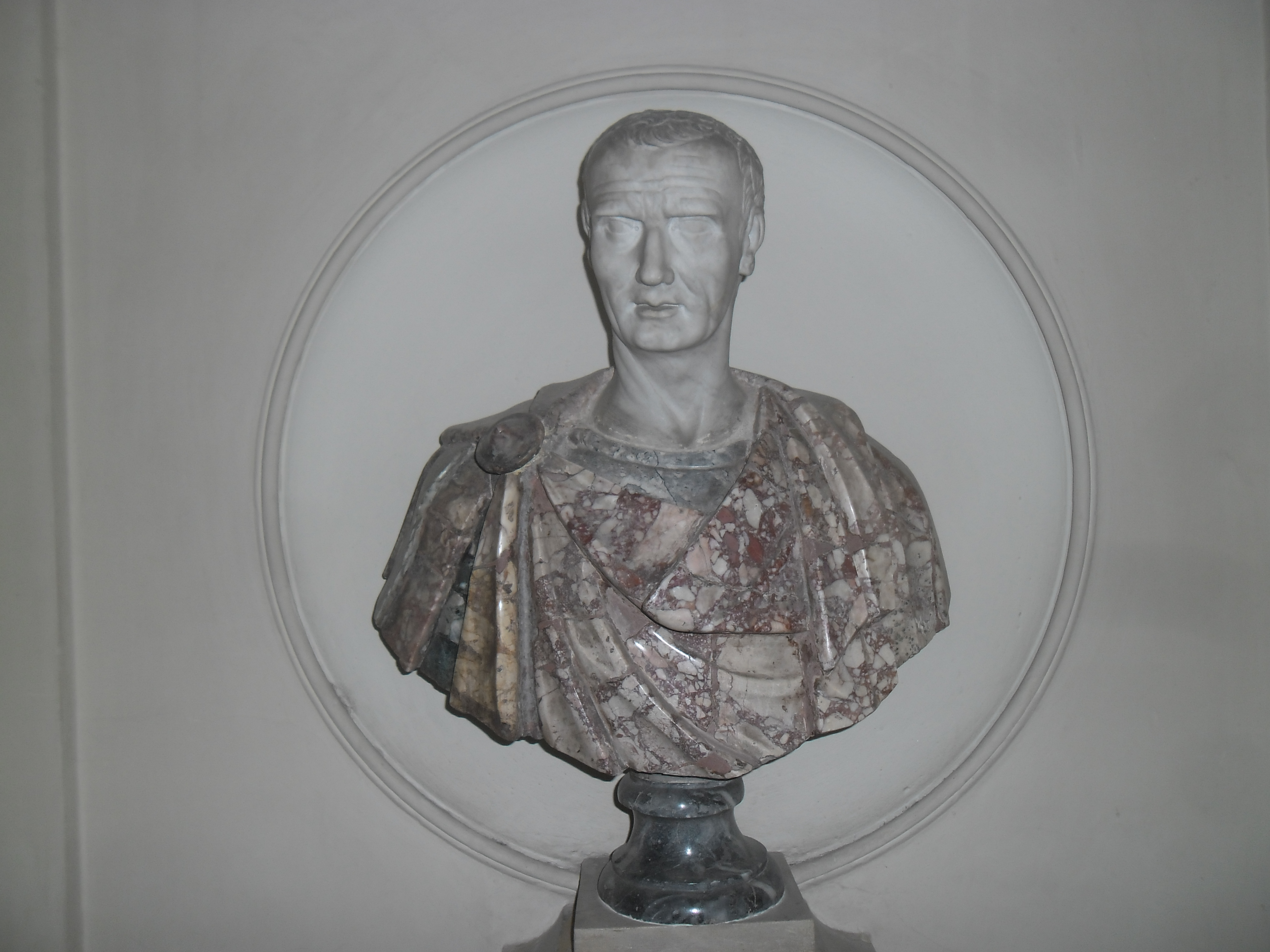